# O.K. Corral (Lucky Luke)
O.K. Corral is een stripverhaal uit de reeks van Lucky Luke en is een vrije interpretatie van de strijd van de Earps (Virgil, Morgan en Wyatt) tegen de Clantons nabij O.K. Corral.

## Inhoud
Lucky Luke komt toe in het plaatsje Tombstone in Arizona en de nabijgelegen O.K. Corral, waar de familie Clanton het voor het zeggen heeft sedert de stad door de vondst van goud is ontstaan. Dit zeer tot het ongenoegen van de familie Earp, die al even lang de Clantons tegen probeert te gaan. Van de lokale tandarts en huisarts, Doc Holiday, en diens assistente, de befaamde Big Nose Kate, krijgt Luke te horen hoe deze vendetta historisch is gegroeid en Old Man Clanton steevast de Earps een hak wist te zetten bij de verkiezingen voor burgemeester en sheriff. Daardoor is de stad in handen van de Clantons en tiert corruptie en de misdaad welig.
Lucky Luke besluit daarom de Earps te helpen en meldt zich aan bij Wyatt Earp en zijn broers Virgil en Morgan, om hun plan de campagne nieuw leven in te blazen; Wyatt zal voor de post van burgemeester mededingen. Old Man Clanton is echter niet zinnens dit zo te laten en stuurt zijn zoons in de strijd, zover gaand zich als vermoord voor te doen om Wyatt in diskrediet te brengen (waarbij de doodgraver zich als een gewiekst zakenman ontpopt als drukker, doodgraver en redacteur). Lucky Luke heet dit al snel genoeg door en weet de Clantons te ontmaskeren. 
Met niets meer in de weg staand, weigert Wyatt echter het ambt van burgervader; al wat hij wilde was sheriff worden. Maar hij draagt Doc Holiday voor als burgemeester, met de Earps als ordehandhavers. De dokter zweert prompt de alcohol af en het stadje (en de O.K. Corral) herleeft. Lucky Luke vertrekt met een gerust hart naar het westen.

## Trivia
- De figuren in deze strip hebben allemaal echt bestaan, en met enige kleuring weliswaar, komen ze overeen met hun stripversies.
- Met de strip werd eveneens een politiek en maatschappelijk thema aangesneden, namelijk dat corruptie nooit ongestraft mag blijven en alcohol veel kapot kan maken.